# Пріурат
Пріура́т — район (кумарка) Каталонії (кат. Priorat). Столиця району — м. Фалсет (кат. Falset).

## Муніципалітети
- Ал-Люа (кат. Lloar, el) — населення 113 осіб;
- Ал-Масроч (кат. Masroig, el) — населення 525 осіб;
- Ал-Мула (кат. Molar, el) — населення 290 осіб;
- Алс-Ґіаметс (кат. Guiamets, els) — населення 332 особи;
- Бальмун-дал-Пріурат (кат. Bellmunt del Priorat) — населення 336 осіб;
- Ґратальопс (кат. Gratallops) — населення 253 особи;
- Кабасес (кат. Cabacés) — населення 343 особи;
- Капсанас (кат. Capçanes) — населення 401 особа;
- Курнуделя-да-Монсан (кат. Cornudella de Montsant) — населення 1.006 осіб;
- Ла-Білеля-Алта (кат. Vilella Alta, la) — населення 115 осіб;
- Ла-Білеля-Башя (кат. Vilella Baixa, la) — населення 202 особи;
- Ла-Бісбал-да-Фалсет (кат. Bisbal de Falset, la) — населення 245 осіб;
- Ла-Мурера-да-Монсан (кат. Morera de Montsant, la) — населення 157 осіб;
- Ла-Торра-да-Фунтаубеля (кат. Torre de Fontaubella, la) — населення 137 осіб;
- Ла-Фігера (кат. Figuera, la) — населення 164 особи;
- Марґалеф (кат. Margalef) — населення 122 особи;
- Марса (кат. Marçà) — населення 662 особи;
- Прадель-да-ла-Ташєта (кат. Pradell de la Teixeta) — населення 169 осіб;
- Пубулеза (кат. Poboleda) — населення 354 особи;
- Пуррера (кат. Porrera) — населення 477 осіб;
- Туррожа-дал-Пріурат (кат. Torroja del Priorat) — населення 147 осіб;
- Ульдамулінс (кат. Ulldemolins) — населення 493 особи;
- Фалсет (кат. Falset) — населення 2.742 особи.